# 那体慧
那体慧（英語：Jan Nattier），美国佛教文献学家，兼通印藏与汉语佛教文献。

## 生平
那体慧早年就读于印第安纳大学布鲁明顿分校并在此接受佛教文献学训练，曾跟随约翰·贡布扎布·杭锦、约翰·克鲁格等学习。之后考入哈佛大学深造。硕士时师从永富正俊，1980年获硕士学位。此后又师从蒙古学家柯立夫，1988年获博士学位。毕业后，她曾任教于玛卡莱斯特学院、夏威夷大学、斯坦福大学、印第安纳大学等校。2004年左右移居日本，任日本创价大学国际佛教学高等研究所（IRIAB）教授。
那体慧的丈夫马克瑞（John R. McRae）是著名禅宗研究学者。